# この子は邪悪
『この子は邪悪』は、2022年9月1日公開の日本映画。監督・脚本は片岡翔、主演は南沙良。
オリジナル作品の企画コンテスト「TSUTAYA CREATORS' PROGRAM FILM 2017」の準グランプリ作品の映画化作品。PG12指定。

## あらすじ
甲府市の高校生である四井純は、町に広がる奇病について調べていた。四つん這いで這い、喋らず、小動物のようになる人間があちこちに現れたのだ。純の母親も6年前から同様の症状だったために、純は奇病の人間を探り、彼らが町の「くぼ心理療法室」でカウンセリングを受けたことを突き止めた。
心理療法師である窪司朗は5年前に、一家4人で交通事故にあった。妻は植物状態で入院し、次女の月(ルナ)は顔に火傷を負って常に仮面を被り続け、無事だった長女の花も、助かったことを罪と感じて高校にも通えずにいた。
ある日、窪家に意識不明だった母親の繭子が戻って来た。母の顔が別人であることに戸惑う花。記憶も行動も確かに母であり、顔は整形のせいだと説明を受けても、違和感は拭えなかった。
花と知り合い、妹の月(ルナ)が交通事故の怪我で死亡したというネット記事を見せる純。しかし、純を怪しんだ司朗が先回りして、帰宅した純を捕らえてしまった。
実は純の母親は、6年前に司朗の治療を受けていた。純を虐待する母親を許せない司朗は、退行催眠によって彼女を生まれる前の状態まで戻し、その魂を“ウサギ”と入れ替えたのだ。町に広がった奇病も、司朗にウサギにされた人々で、彼等の本来の魂は心理療法室で飼われているウサギ達の中に封じ込められていた。催眠術によって純の魂もウサギに移す司朗。
5年前に交通事故で不幸に見舞われた際に、司朗はウサギではなく人間から人間ヘ魂を移す試みを開始した。事故後に危篤に陥った次女の魂を、誘拐した少女に移して生かし続け、眠っていた妻の蘭子の魂は、患者として来院した女性の身体に移して目覚めさせたのだ。
誘拐された少女の魂が、自分の身体と共に死んだと聞いてショクを受け、混乱して父の司朗をナイフで刺す月(ルナ)。妊娠中だった妻に抱かれて死亡する司朗。司朗の死は自殺と断定され、数ヶ月後に花たちの弟が誕生した。かわいい赤ん坊を囲んで暮らす母親と姉妹は、恐ろしい事件を忘れ去ったかのように幸福そうだった。

## キャスト
- 窪花：南沙良
- 四井純：大西流星（なにわ男子）[5]
- 窪繭子：桜井ユキ [5]
- 窪月：渡辺さくら[6]
- 窪繭子：桜木梨奈
- 四井純の祖母：稲川実代子
- 鮫川祐一：二ノ宮隆太郎
- 久藤今日子
- 窪司朗：玉木宏[5]

## スタッフ
- 監督・脚本：片岡翔
- 音楽：渡邊琢磨
- 主題歌：ゲスの極み乙女「悪夢のおまけ」（TACO RECORDS / WARNER MUSIC JAPAN）[7]
- 製作：中西一雄、小西啓介、久保田修、吉田尚子
- プロデューサー：遠山大輔、村山えりか、橋立聖史
- スーパーバイジング・プロデューサー：久保田修
- 撮影：花村也寸志
- 照明：永田英則
- 美術：野々垣聡
- 録音：吉方淳二
- 装飾：中山まこと
- 編集：山本彩加
- 整音：山口満大
- 音響効果：勝亦さくら
- VFX：佐野和信
- 衣装：篠塚奈美
- ヘアメイク：知野香那子
- 助監督：安川徳寛
- ライン・プロデューサー：三好保洋
- 制作担当：角田隆
- 宣伝プロデューサー：上阪優
- 配給：ハピネットファントム・スタジオ
- 制作プロダクション：C&Iエンタテインメント、Lamp.
- 製作幹事：カルチュア・エンタテインメント
- 製作：「この子は邪悪」製作委員会（カルチュア・エンタテインメント、ハピネットファントム・スタジオ、C&Iエンタテインメント、TCエンタテインメント）

## 受賞
- 第42回ポルト国際映画祭 ファンタジー部門 - 審査員 スペシャルメンション[8]